# Czarniauskija
Czarniauskija (biał. Чарняўскія; ros. Чернявские, Czerniawskije) – wieś na Białorusi, w obwodzie witebskim, w rejonie orszańskim, w sielsowiecie Mieżawa.